# Waskatenau
Waskatenau è un villaggio del Canada, situato in Alberta, nella divisione No. 12.